# Old Bourtreebush
Der Steinkreis Old Bourtreebush (auch Auld Bourtreebush oder Auchquorthies South genannt) ist ein stark beschädigter Recumbent Stone Circle (RSC – Steinkreis mit liegendem Stein). Er liegt auf einem niedrigen Hügel westlich der A90, etwa 200 m entfernt von Auchquorthies, südlich von Old Bourtreebush House, westlich von Portlethen bei Stonehaven in der Region Cammachmore in Kincardineshire in Schottland.
Der Kreis wird von Audrey Burl als ungewöhnlich beschrieben. Der 3,5 m lange „Liegende“ (wenn es ein Liegender ist) liegt auf der Südost- statt auf der Südwestseite, während auf der Südseite der breiteste Megalith liegt. Auch die Höhenabstufung der Kreissteine ist unüblich. Der Steinkreis hat etwa 26,0 m Durchmesser und liegt in der Nähe der Altstraße Causey Mounth, die das schottische Tiefland mit dem Hochland verbindet.
1987 standen noch vier zwischen 1,2 und 2,7 m große Steine, einer lag am Boden, ein weiterer in der Nähe. Ein Stein hat eine seltsame Form, ob sie natürlich ist, ist unbekannt. Der Kreis steht auf einer erhöhten Plattform, die Oberfläche ist mit kleinen Felsbrocken bestreut. Es konnten Belege für einen Ring Cairn im Inneren gefunden werden.
Es gibt eine mittelalterliche Geschichte, die mit der Position des Kreises verbunden ist. Auld Bourtreebush liegt ganz in der Nähe der Altstraße, die auf hohem Gelände errichtet wurde, um die Küstenorte südlich von Stonehaven mit Aberdeen zu verbinden. Die Strecke überquerte den Fluss Dee (wo die heutige Brücke von Dee liegt) und verlief im Süden über Portlethen Moss, Muchalls Castle und Stonehaven. Der Weg ist der von William Keith, 7. Earl Marischal, und dem Marquess of Montrose benutzte, als sie 1639 im Bürgerkrieg eine Covenanter-Armee von 9000 Mann anführten.

## Die Steinkreise am River Dee
Die Steinkreise von Deeside bilden eine Gruppe von Recumbent Stone Circle (RSC). Ungefähr 100 von ihnen wurden zwischen 2500 und 1500 v. Chr. in Aberdeenshire errichtet. Die Ensembles der „ruhenden Steine“ liegen in der Regel im Südosten und (normalerweise) auf dem Ringverlauf.